# احادیث و قصص مثنوی
احادیث و قصص مثنوی عنوان دو کتابی است به نام‌های «احادیث مثنوی» و «مآخذ قصص و تمثیلات مثنوی» که توسط بدیع‌الزمان فروزانفر نوشته شده و توسط حسین داودی به صورت مجموعه و در یک جلد با ترجمه متون عربی در سال ۱۳۷۶ در انتشارات امیر کبیر چاپ شده‌است.

## موضوع
تنظیم‌کننده و مترجم این اثر در مقدمه کتاب می‌نویسد:
این مجموعه شامل احادیث، قصص و تمثیلاتی است که صریحاً یا به اشاره در مثنوی شریف آمده است. این آمیختگی شگرفت عرفان با معارف اسلام و تبلور یافتنش در قالب مثنوی موجب شده است که هم اندیشه‌های بلند مولوی به خلود و جاودانگی رسد و هم به تبع آن زبان و ادب فارسی بیش از پیش غنای فرهنگی یابد.

## ساختار
چاپ اول کتاب در سال ۱۳۷۶ خورشیدی در قطع وزیری متوسط با شمارگان ۳۰۰۰ نسخه در انتشارات امیرکبیر انجام شده‌است. کتاب دارای ۷۵۵ صفحه و با سه مقدمه که یکی از مترجم و دو مقدمه از نویسنده هر دو کتاب است شروع می‌شود. قسمت متن شامل احادیث و قصص دفترهای ششگانه مثنوی است و در انتها فهرست کاملی شامل فهرست‌های تفضیلی و موضوعی و الفبایی دارد، همچنین فهرست‌های تکمیلی شامل اشخاص و مکان‌ها و کتاب‌ها نیز وجود دارد.